# Cuchilla Grande
La Cuchilla Grande, appelée également Cuchilla Grande del Este, est une chaîne de collines de l'Uruguay qui parcourt le pays dans sa bordure orientale du sud au nord. Elle culmine à 514 mètres d'altitude au cerro Catedral qui est en même temps le point culminant du pays. Cette longue chaîne s'étire sur 700 kilomètres au sud du río Negro.

## Géographie

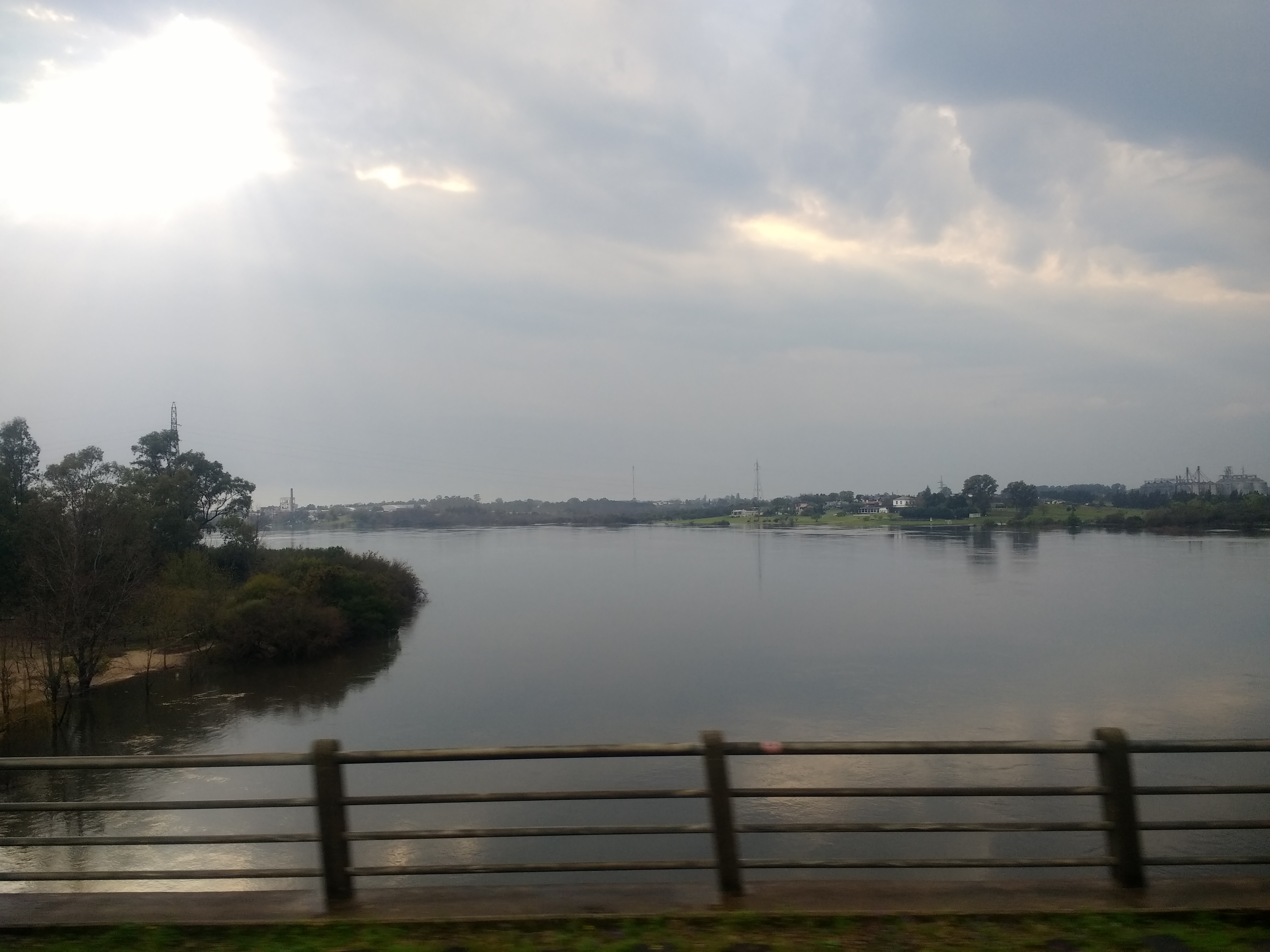
Le río Negro s'écoule au nord-ouest de la Cuchilla Grande et au sud-est de la Cuchilla de Haedo.

La Cuchilla Grande est une chaîne de collines (en espagnol : cordillera de cuchillas) de moyenne altitude qui traverse le territoire de l'Uruguay dans sa partie orientale au sud du río Negro. Depuis la frontière brésilienne, au nord-est, la Cuchilla Grande s'étire en demi-arc de cercle d'environ 700 kilomètres jusqu'aux abords du rivage de l'océan Atlantique au sud-est. Depuis la partie méridionale du département de Cerro Largo, la Cuchilla Grande traverse les départements de Treinta y Tres et de celui de Lavalleja où culminent à 326 mètres le cerro del Verdún et à 280 mètres le cerro Artigas, près de la ville de Minas. Elle se termine dans le  département de Maldonado où se trouvent les points les plus élevés du pays situés dans la sierra de las Animas et la sierra Carapé.
Prenant forme dans la région de la sierra Aceguá (400 m d'altitude), près de la frontière brésilienne, la Cuchilla Grande se divise pour s'élever progressivement en direction de l'est, par la Cuchilla del Olimar et la sierra de Sosa. En direction de l'ouest, elle se ramifie en plusieurs branches dont la plus importante, la Cuchilla Grande de Durazno, sert de ligne de partage des eaux entre le río Negro et son affluent de rive gauche, le río Yi. Le cours du río Negro sert également de ligne de démarcation en la séparant de la Cuchilla de Haedo qui, comme elle, suit une orientation nord-est/sud-ouest. La Cuchilla Grande Inferior perd de l'altitude en direction de l'ouest de même que la Cuchilla de Santo Domingo et la Cuchilla del Pintado. Puis, la Cuchilla Grande se divise en trois branches distinctes : la Cuchilla del Bizcocho, la Cuchilla de San Salvador et la Cuchilla de Colonia longent au sud-ouest les rives du río Uruguay et au sud celles du río de la Plata. Plus au sud, la Cuchilla Grande du Sud affleure au nord la métropole de Montevideo traversant à faible altitude les départements de Canelones et de Montevideo. Dans les ramifications sud-orientales, la plus importante est la sierra Carapé où se trouve le point culminant de l'Uruguay, le cerro Catedral avec près de 514 mètres d'altitude.
Malgré sa longueur, la Cuchilla Grande présente une unité géomorphologique remarquable. Elle forme en fait une continuité du plateau brésilien autant par ses assises géologiques que par ses paysages naturels. Ses formations rocheuses sont partout représentées par le granite et le gneiss. Le long du littoral atlantique, des structures granitiques de type pain de sucre, localement appelées cerros, ont constitué des points de repère pour la navigation maritime en direction de la baie de Montevideo. Parmi ceux-ci, s'illustre le cerro Pan de Azúcar.
La Cuchilla Grande se prolonge au sud-est dans l'océan Atlantique, face aux plages de Punta del Este, où émergent quelques affleurements rocheux granitiques que représentent les îles de Gorriti et de Lobos. Elles constituent en quelque sorte la continuité insulaire de la Cuchilla Grande.

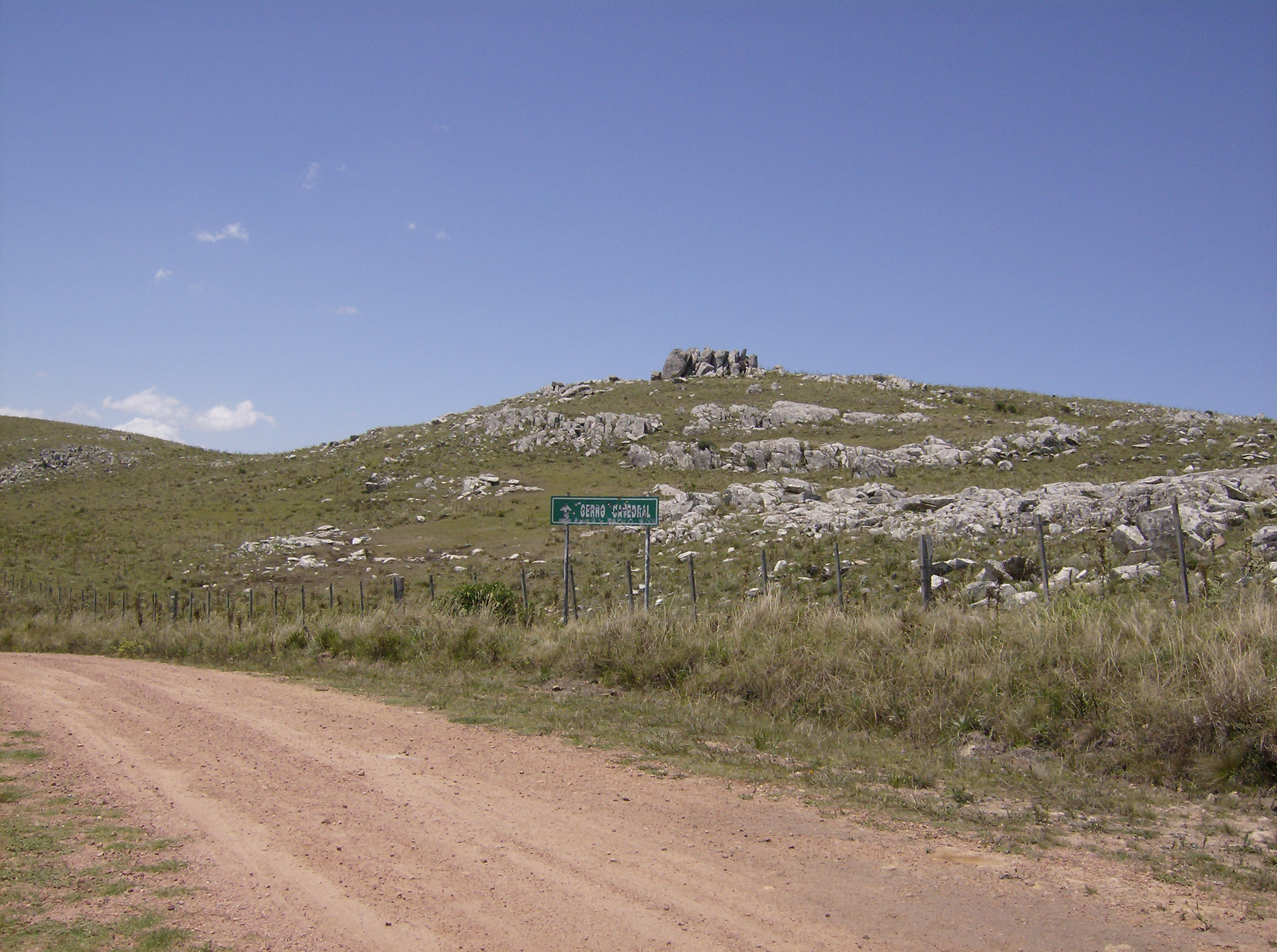
Le cerro Catedral est le point culminant de la Cuchilla Grande.
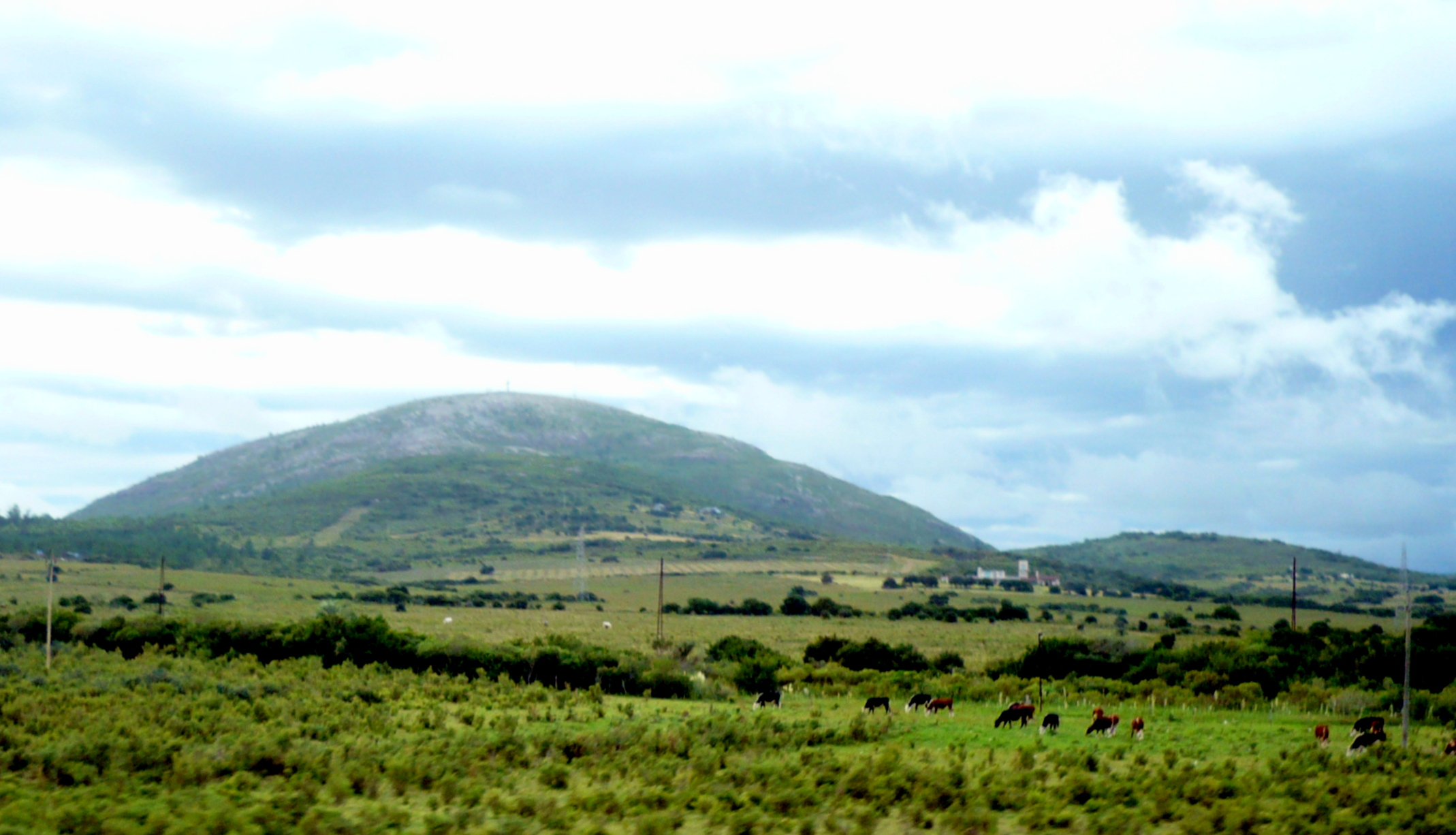
Le cerro Pan de Azúcar est l'un des trois plus importants sommets de la Cuchilla Grande avec 431 mètres dans le département de Maldonado.
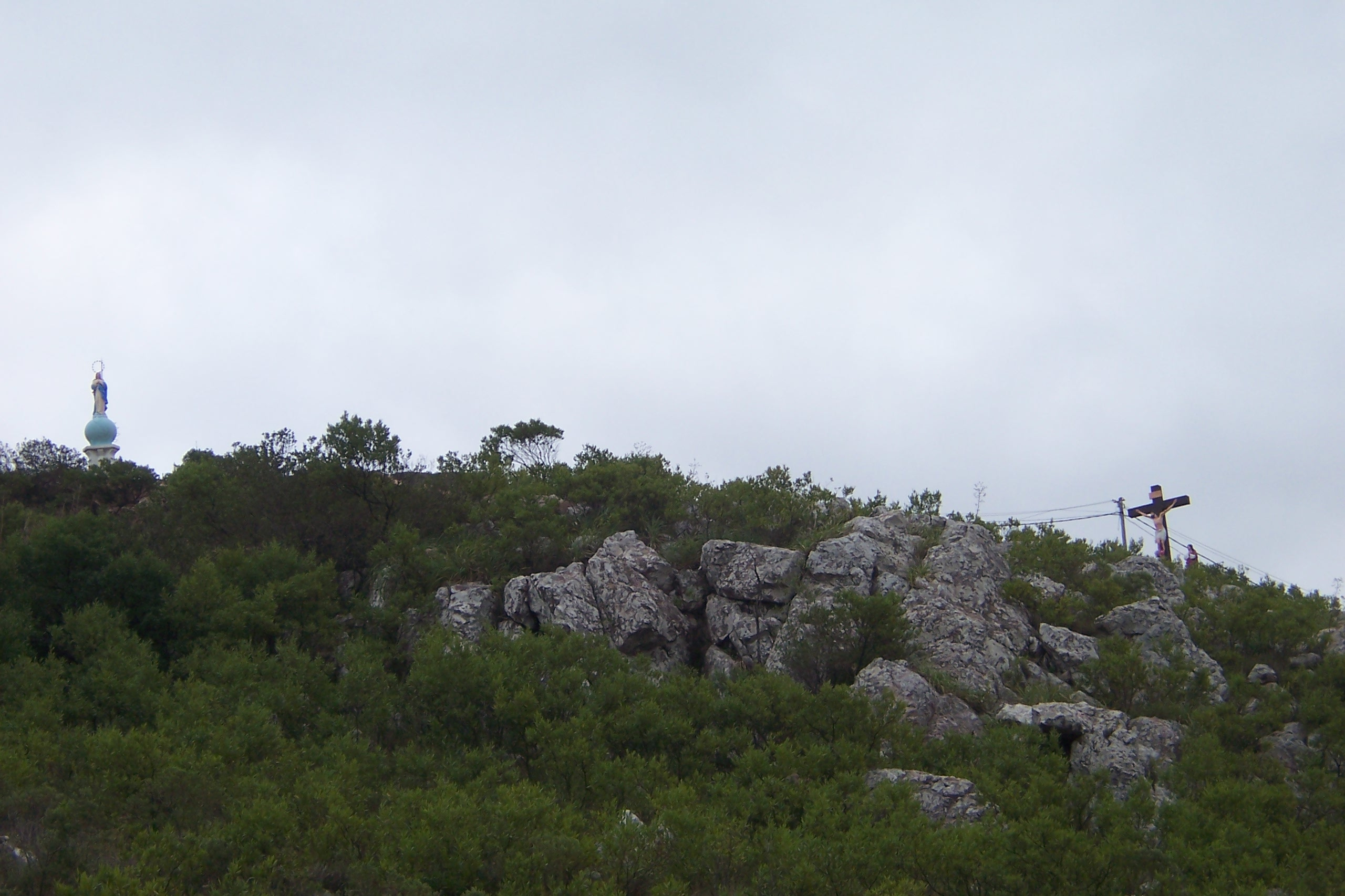
Le cerro del Verdún, colline granitique au sud de la Cuchilla Grande.
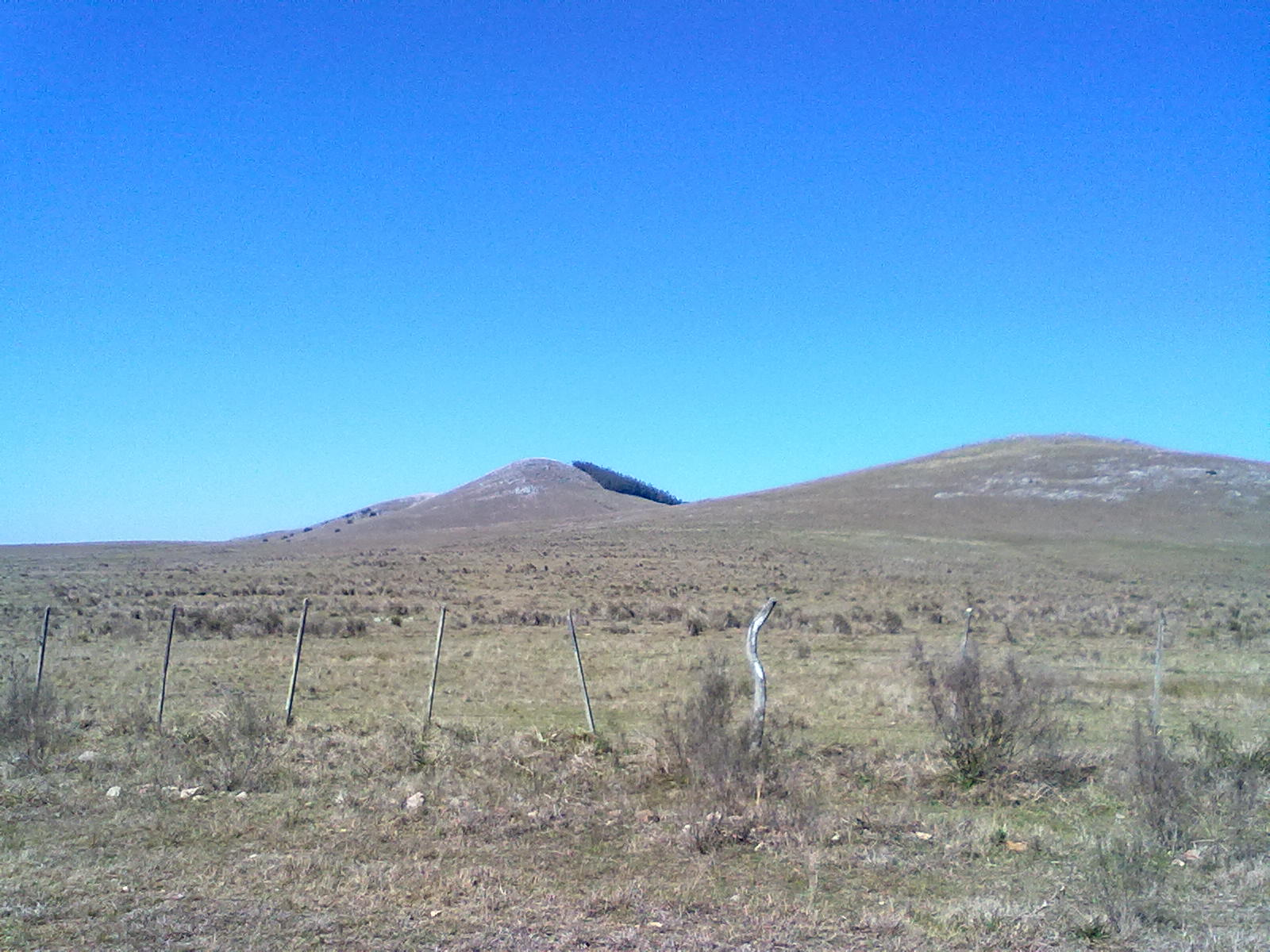
Paysage naturel typique de la Cuchilla Grande avec ses collines granitiques arrondies et son relief montueux de faible élévation près de Minas.
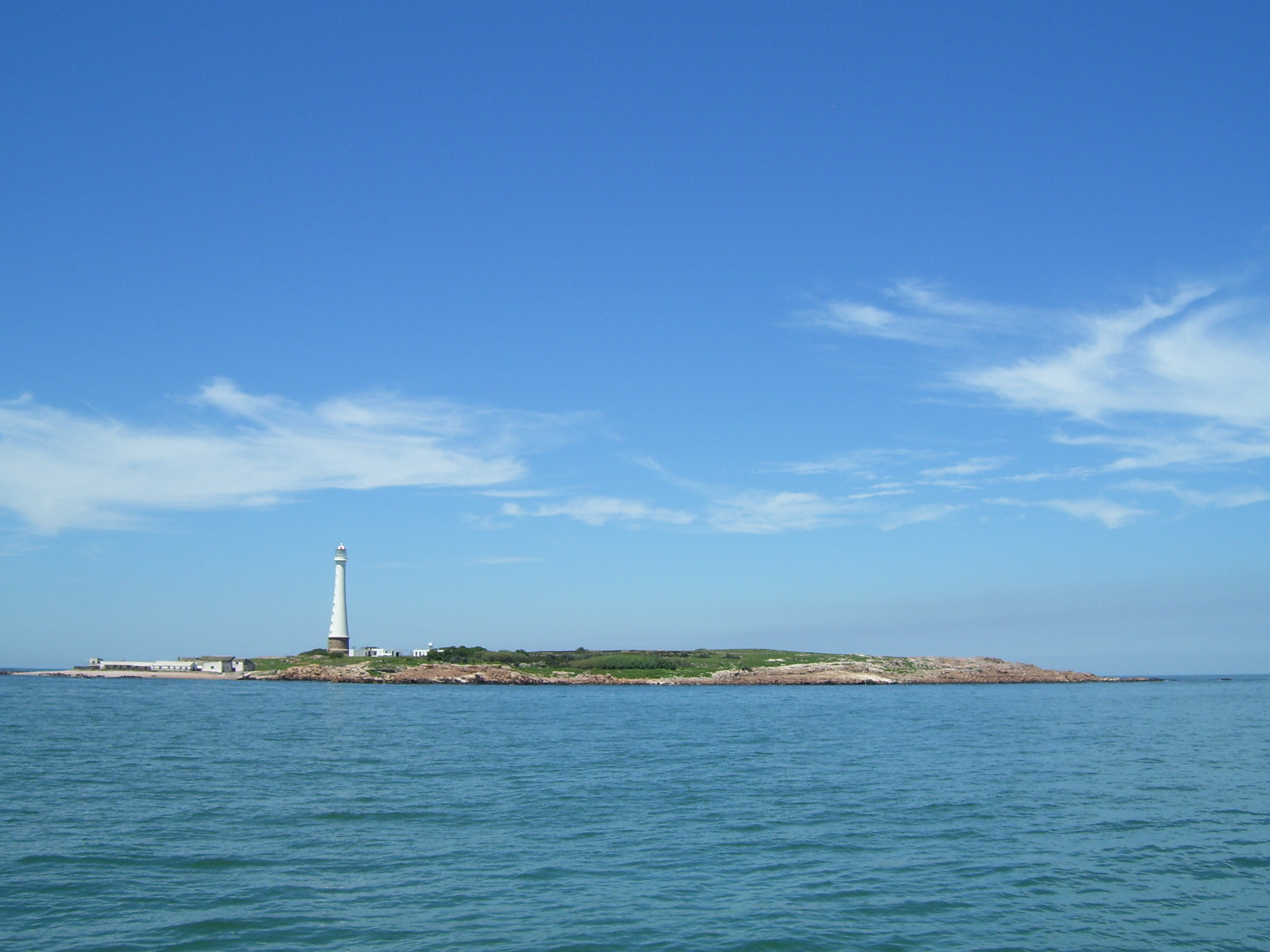
L'île de Lobos vue depuis Punta del Este est une continuité insulaire de la Cuchilla Grande.